# Tužina
Tužina (allemand : Schmiedshau, hongrois : Kovácspalota) est un village de Slovaquie situé dans la région de Trenčín.

## Histoire
La première mention écrite du village date de 1393.

## Démographie

### Évolution de la population
| Année:               | 1994. | 2004.   | 2014.   | 2024.   |
| -------------------- | ----- | ------- | ------- | ------- |
| Nombre de personnes: | 1194  | 1219    | 1197    | 1214    |
| Différence:          |       | +2,09 % | -1,80 % | +1,42 % |

| Année:               | 2023. | 2024.   |
| -------------------- | ----- | ------- |
| Nombre de personnes: | 1196  | 1214    |
| Différence:          |       | +1,50 % |